# Українсько-афганські відносини

## Передумови та зародження українсько-афганських відносин
Після здобуття незалежності, Україна розпочала формування власної моделі міжнародних відносин та політичної негоціації зі світовими лідерами. Україна прагнула зміцнити свої позиції в середовищі союзних держав, а також завоювати авторитет у країнах, з якими, до моменту настання власної самостійності у 1991 р., не було натяку на продуктивність співробітництва або співпраця з якими могла бути досить взаємовигідною. Ця обставина була надзвичайно важливою на початкових етапах формування української державності, такою вона залишається і нині, адже Україна, як досить молода держава, продовжує налагоджувати взаємини з іншими країнами, тим самим завойовуючи власне місце на світовій політичній арені.
У світлі драматичних історичних подій 1979—1989 р.р., що пов'язали Україну (у складі СРСР) та Демократичну Республіку Афганістан (ДРА), а також з причини взаємних інтересів у деяких (зокрема, енергетичній) сферах, виникла необхідність підтримання власне українсько-афганських двосторонніх відносин, що знайшло своє повноцінне відображення вже після 1991 р.
Керівництво Республіки Афганістан 24 грудня 1991 р. визнало незалежність України.
18 червня 1994 р. Президентом України Л. Кравчуком підписано розпорядження «Про повноваження щодо підписання документа про встановлення дипломатичних відносин між Україною та Ісламською Державою Афганістан». Дипломатичні відносини між державами були встановлені 17 квітня 1995 р. 

## Досвід українсько-афганських відносин
Ще будучи у складі Радянського Союзу, Україна активно співпрацювала з Афганістаном в різних галузях.
Були знайдені родовища природного газу та введено в дію газопромисел Джаркурдук із комплексом з очищення газу від сірки загальною потужністю 2 млрд м³ на рік. Також було створено промисел Шиберган із видобутком до 3 млрд м³ газу на рік, збудовано газопровід довжиною близько 100 км до кордону з Туркменістаном.
Природний газ становив 70 % від загального обсягу експорту Афганістану. Українські фахівці обслуговували завод азотних добрив у м. Мазарі-Шаріф, сировиною для якого був природний газ. Були збудовані Джелалабадський та Джилгський (провінція Газні) іригаційні комплекси для зрошування 24 тис. га і 17 тис. га відповідно, гідроелектростанція Наглу (100 тис. кВт) та теплоелектростанція Мазарі-Шаріф (36 тис.кВт).
Відомо, що Україна брала беспосередню участь у підготовці спеціалістів різних галузей в Афганістані. А у період з 1982—1992 р.р. в Україні щорічно навчалось до 1500 афганських студентів та аспірантів, що свідчить про неабиякий двосторонній освітній досвід.
У липні 2002 р. указом Президента України Надзвичайним і Повноважним послом України в Перехідній Ісламській Державі Афганістан за сумісництвом був призначений Надзвичайний і Повноважний посол України в Республіці Узбекистан А. Касьяненко.
24 жовтня 2002 р. відбулося вручення вірчих грамот послом України А. Касьяненком Президентові Афганістану Х. Карзаю. Відкриття посольства Ісламської Держави Афганістан в Україні.
З метою активізації торговельно-економічних взаємин між підприємцями України та Афганістану в Кабулі відбулося два бізнес-форуми (липень 2003 р., квітень 2004 р.). Під час їх проведення українські підприємці мали нагоду ознайомитися з афганським законодавством щодо іноземної інвестиційної діяльності, системою взаєморозрахунків, податкової і митної політики, умовами участі у тендерах.
3 липня 2003 р. у Кабулі відбувся з'їзд урядової делегації України на чолі з віце-прем'єр-міністром В. Гайдуком, у рамках якого було проведено зустріч із главою уряду Афганістану Х. Карзаєм. У ході бесіди були обговорені питання щодо поглиблення українсько-афганських відносин, а також можливість участі України у відновлювальних роботах.
27 серпня 2003 р. з офіційним візитом до України прибув Міністр закордонних справ Афганістану А. Абдулло. У ході візиту відбулася зустріч із віце-прем'єр-міністром України В. Гайдуком та переговори з Міністром закордонних справ України А. Зленком. Ці зустрічі мали провідне значення для поглиблення українсько-афганських відносин. Було обговорено тогочасний стан і перспективи двосторонніх відносин у політичній, торговельно-економічній, гуманітарній та інших сферах. Було підписано протокол про співробітництво між МЗС України і МЗС Перехідної Ісламської Держави Афганістан. Міністр закордонних справ України був удостоєний запрошення на відвідини Афганістану.
4 квітня 2004 р. відбувся офіційний візит в Афганістан Міністра закордонних справ України К. Грищенка. У ході візиту глава МЗС України зустрівся з Президентом Афганістану Х. Карзаєм, віце-Президентом А. Арсало та провів переговори з міністром закордонних справ А. Абдулло. Ціллю візиту була організація цілісної системи співробітництва між двома державами, насамперед, у політичній і торговельно-економічній сферах, а також визначення перспективних напрямків співпраці на міжнародній арені з питань міжнародної та регіональної безпеки.
28 липня 2004 р. Кабінет Міністрів України підписав розпорядження «Про підписання Угоди між Урядом України та Урядом Ісламської Республіки Афганістан про співробітництво в галузі освіти».
22 вересня 2005 р. введено в дію підписану 4 квітня 2004 р. в Кабулі угоду між Урядом України і Урядом Перехідної Ісламської Держави Афганістан про торговельно-економічне співробітництво.
10 січня 2006 р. в Астані відбулася зустріч Президента України В. Ющенка з Президентом Ісламської Держави Афганістан Х. Карзаєм, під час якої сторони обговорили питання двостороннього економічного співробітництва. Ключовим питанням зустрічі були плани щодо спільної розробки нафтогазових родовищ в Афганістані та використання трубопроводів, що проходять через афганську територію. Президент України відзначив перспективність співпраці з Афганістаном в аерокосмічній і електроенергетичній галузях, виробництві мінеральних добрив.
6 травня 2006 р. указом Президента України В. А. Ющенка посла України в Туркменістані В. Майка було також призначено Надзвичайним і Повноважним послом України в Ісламській Державі Афганістан. Також у травні 2006 р. в Афганістані перебувала українська делегація, очолювана першим заступником Міністра палива та енергетики України Ю. Проданом. Відбулися переговори з керівництвом паливно-енергетичного комплексу країни щодо перспектив двосторонньої українсько-афганської взаємодії, зокрема, з розробки нафтогазових родовищ.
18 липня 2006 р. відбулася зустріч заступника Міністра закордонних справ України Ю. Костенка з послом Ісламської Держави Афганістан в Україні М. Делаваром. Були узгоджені питання організації візиту в Україну Президента Ісламської Держави Афганістан Х. Карзая, який отримав офіційне запрошення від Президента України В. Ющенка. Х. Карзай висунув пропозицію щодо налагодження прямого повітряного сполучення за маршрутом Кабул–Київ літаками афганської авіакомпанії «Камейр». Також були обговорені перспективи навчання афганських студентів у вишах України, зокрема в Дипломатичній академії України при МЗС України.
На початку 2005 р. Україна заявила про свою готовність сприяти НАТО у проведенні операцій в Афганістані. У червні 2006 р. міністр оборони України А. Гриценко висловився за відправку до Афганістану українських військовослужбовців для виконання гуманітарних завдань. Відповідальними за це були спеціалісти широкого профілю: військові медики, інженери, спеціалісти з управління повітряним рухом, викладачі, інструктори та фахівці з обслуговування техніки радянського виробництва. Прем'єр-міністр України В. Янукович під час свого перебування в Брюсселі у вересні 2006 р. запевнив керівництво НАТО, що  Україна готова брати участь у військових операціях, зокрема, і в Афганістані.
10 травня 2006 р. відбувся робочий візит української делегації на чолі з першим заступником Міністра палива та енергетики України Ю. Проданом до Ісламської Держави Афганістан. Українські дипломати зустрілись з Міністром енергетики та водопостачання Ісламської Держави Афганістан І. Ханом, Міністром гірничої промисловості та природних ресурсів Ісламської Держави Афганістан М. І. Аделе, а також керівництвом афганської торгової палати при Міністерстві торгівлі Афганістану. У ході зустрічей сторони обговорили приорітетність співробітництва в нафтогазовій та електроенергетичній галузях. Афганістан погодився надати інформацію про умови для участі українських компаній у розробці нафтових і газових родовищ на своїй території. Ключовим питанням зустрічі була участь України в спорудженні газопроводу Туркменістан–Афганістан–Пакистан.
20 вересня 2006 р. Міністр закордонних справ України Б. Тарасюк перед початком 61-ї сесії ГА ООН у Нью-Йорку зустрівся з Міністром закордонних справ Ісламської Держави Афганістан Р. Д. Спанта. У ході зустрічі Б. Тарасюк підкреслив, що Україна продовжуватиме підтримувати зусилля міжнародної спільноти, спрямовані на підтримку демократичних процесів, відновлення миру та  стабільності в Афганістані.
15 жовтня 2006 р. Надзвичайний і Повноважний посол України у Туркменістані вручив вірчі грамоти Президенту Ісламської Держави Афганістан Х. Карзаю та офіційно приступив до виконання обов'язків Надзвичайного і Повноважного посла України в цій державі. Під час бесіди лідер Афганської держави позитивно оцінив динаміку двосторонніх українсько-афганських взаємин, підкреслив налаштованість уряду Ісламської Держави Афганістан до започаткування широкомасштабної співпраці з Україною, насамперед у торговельно-економічній, військово-технічній, будівельній, паливній та гідроенергетичній сферах. Х. Карзай закликав українські компанії до налагодження взаємовигідного співробітництва. Низка проведених зустрічей та переговорів стала підтвердженням реальної налаштованості афганської сторони на розвиток взаємовигідної співпраці з Україною.
Зовнішня політика Афганістану відзначається прагненням розвивати двостороннє та багатостороннє співробітництво у питаннях протидії міжнародному тероризму, нарковиробництву та будь-яким іншим загрозам міжнародній безпеці. Враховуючи те, що зазначені завдання також становлять пріоритетність у діяльності України на міжнародній арені, можна свідчити про реальну співпрацю сторін на досягнення спільної цілі. Схожість позицій держав з питань міжнародної та регіональної безпеки створює сприятливі умови для розвитку українсько-афганської двосторонньої співпраці. У цьому контексті важливе значення належить налагодженню співробітництва в рамках ООН та її спеціалізованих установ, проведенню консультацій, насамперед, із ключових питань: протидії тероризму і причинам, що його породжують, боротьби з бідністю, вирішення соціально-економічних проблем глобального характеру, незаконної торгівлі наркотиками, розв'язання та попередження конфліктів тощо.
Підписаний 26 січня 2007 р. указ Президента України «Про направлення миротворчого персоналу України для участі в операції міжнародних сил сприяння безпеці в Ісламській Державі Афганістан» також створює сприятливі умови для успішного й ефективного розвитку двосторонніх відносин.
25 січня 2008 р. у рамках світового економічного форуму в Давосі Президент України В. Ющенко провів зустріч із Президентом Афганістану Х. Карзаєм. Сторони обговорили питання торгово-економічного співробітництва.
21 травня того ж року Кабінетом Міністрів України було підписано розпорядження «Про надання гуманітарної допомоги Ісламській Республіці Афганістан». Цього ж дня в МЗС України відбулися переговори делегацій на чолі з Міністром закордонних справ України В. Огризком і Міністром закордонних справ Ісламської Держави Афганістан Р. Д. Спантою у рамках офіційного візиту афганського дипломата в Україну. В ході переговорів особлива увага була зосереджена на розгляді питань розширення співпраці в гуманітарній сфері та освіті. За результатами переговорів В. Огризко і Р. Д. Спанта підписали меморандум про взаєморозуміння щодо співробітництва між Дипломатичною академією при МЗС України та Інститутом дипломатії МЗС Афганістану.
21 вересня 2008 р., напередодні 63-ї сесії ГА ООН, відбулася телефонна розмова між міністрами закордонних справ України та Афганістану, в ході якої було обговорено низку питань щодо підтримання двосторонніх контактів. У сфері торгово-економічного співробітництва між Україною і Афганістаном відбувається розширення ділових зв'язків, перш за все на рівні приватного бізнесу. Низка українських компаній представлена на ринку Афганістану, а одна із них налагодила роботу електростанції в Гераті, що дозволило забезпечити електроенергією весь регіон. Цей проект здійснено спільно з Туркменістаном. Українська сторона керувала самим процесом, а туркменська відповідала за постачання палива.
Торговельно-економічне співробітництво між Україною та Афганістаном має великий потенціал у машинобудівному секторі. Афганістан придбав в Україні літак, поклавши тим самим початок взаємовідносин з Україною у сфері авіаперевезень. У Кабулі задіяні декілька українських компаній. Їхнім завданням є реконструювання пошкодженого  житла, відновлення опалювальних систем, водопостачання. Досить активно на афганському ринку працюють українські шляхобудівні компанії. Українські діючі та потенційні підприємства виявляють особливий інтерес до реалізації себе на афганському ринку.
Слід зазначити, що Україна постійно шукає варіантів співпраці з Афганістаном, спосіб створити своєрідну «зону стабільності та миру» у цій країні задля задоволення необхідного рівня власної безпеки. Це пояснюється досить широкими інтересами Росії — як в країні, та і у регіоні — та значними російськими інвестиціями у афганські проекти (приблизно 40 % компаній Афганістану керують росіяни, активна участь у розробці родовищ корисних копалин), що за найменшої можливості може перерости у політичні маніпуляції не на користь України.
2 квітня 2009 р. Кабінет міністрів України та НАТО підписали двосторонню угоду «Стосовно транзитного перевезення територією України вантажів для забезпечення операції Міжнародних сил сприяння безпеці (МССБ) на території Ісламської Республіки Афганістан». Відповідні документи були підписані головою місії в Україні при НАТО від імені Кабінету Міністрів України, а також Генеральним секретарем від імені Альянсу. Слід зазначити, що ця угода мала важливе значення для Афганістану і стала значним кроком до повноцінної реалізації сухопутних перевезень «північним маршрутом».
15 січня 2010 р. Президент України В. Ющенко підписав указ «Про направлення додаткового миротворчого персоналу України для участі в операції Міжнародних сил сприяння безпеці в Ісламській Республіці Афганістан», у якому, зокрема, зазначалось, що надання Україною допомоги може зіграти значну роль у післявоєнній відбудові економіки дружньої держави.
У 2010 р. Надзвичайним та Повноважним Послом України в Ісламській Республіці Афганістан (за сумісництвом) обрано В. Шевальова.
У грудні 2013 р. указом Президента України В. Януковича було призначено В. Нікітюка, Надзвичайного і Повноважного Посла України в Республіці Таджикистан, Надзвичайним і Повноважним Послом України в Ісламській Республіці Афганістан за сумісництвом.
30 березня 2015 р. у відповідь на офіційне запрошення Уряду Ісламської Республіки Афганістан та «підтверджуючи міжнародні зобов'язання України як держави-учасниці операції Міжнародних сил сприяння безпеці в Ісламській Республіці Афганістан», Президентом України П. Порошенком підписано указ «Про направлення національного персоналу для участі України в тренувально-дорадчій Місії НАТО „Рішуча підтримка“ в Ісламській Республіці Афганістан».
Українсько-афганські відносини характеризуються збалансованим розвитком та відсутністю взаємних претензій, що дає можливість припускати суттєве покращення цих зв'язків у майбутньому та свідчить про реальні шанси України на заручення підтримкою Афганістану та значний потенціал цих держав у забезпеченні результативності співпраці.

## Після перевороту 2021 р
Україна не визнала режим талібів, і посольство Афганістану у Києві досі очолює представник попередньої влади. Інтереси України в Афганістані представляє її посольство у Таджикистані.